# Bart (Klingenwaffe)

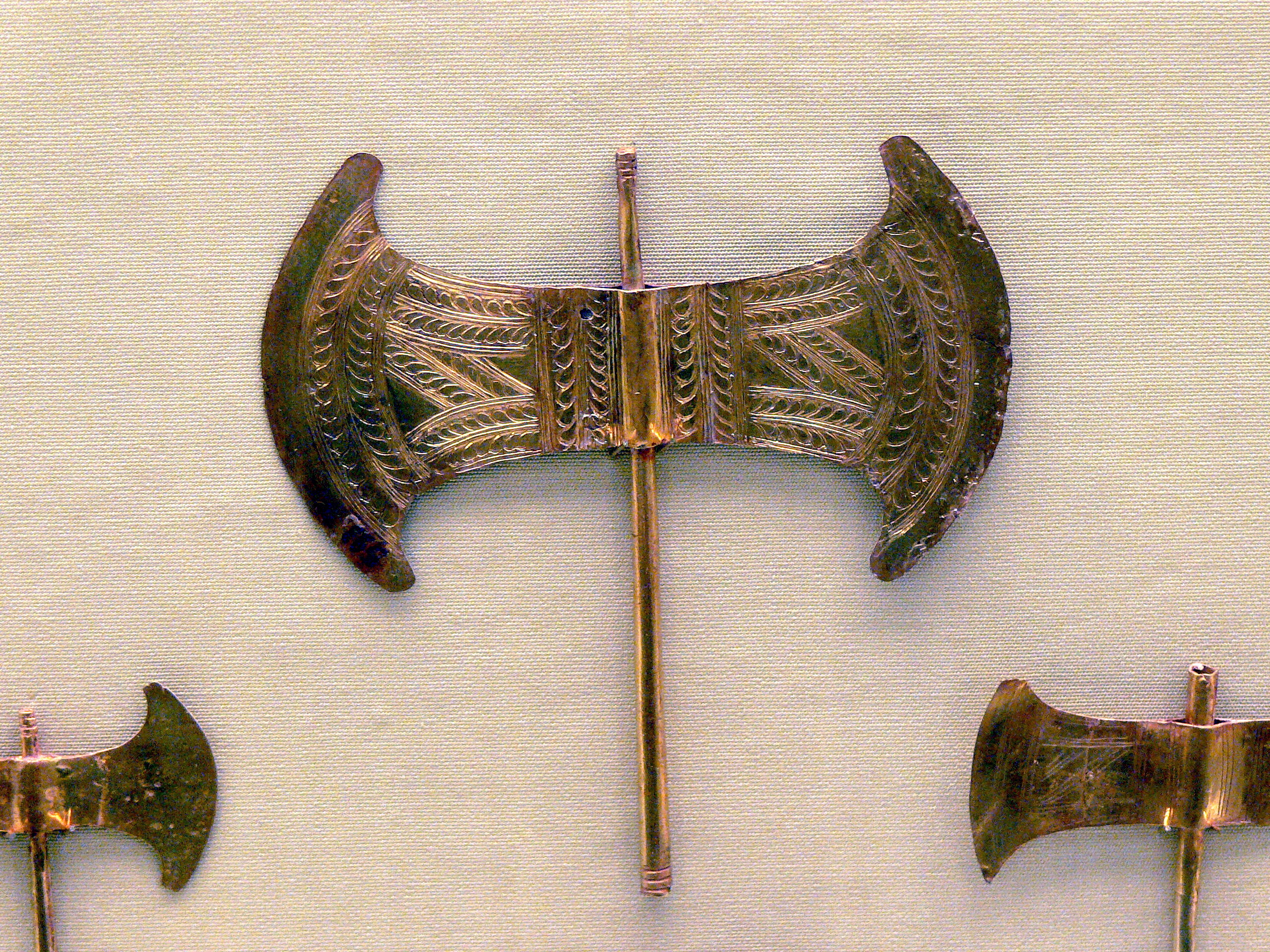
Goldene minoische Doppelaxt (Labrys): Beide Klingen sind oben und unten durch einen Bart verlängert

Ein Bart ist bei einer ausgezogenen (verlängerten) Klinge der Teil, der die Schneide verlängert. Man findet ihn in folgenden Formen:
- ausgezogene Spitzen an der breiten Klinge einer Hellebarde
- ausgezogenes Ende der Klinge einer Streitaxt (siehe auch Bartaxt)
- Widerhaken an Spieß- und Speereisen sowie an Pfeilspitzen

Auch beim heutigen Werkzeug Axt wird der verlängernde Teil der Klinge als Bart bezeichnet.

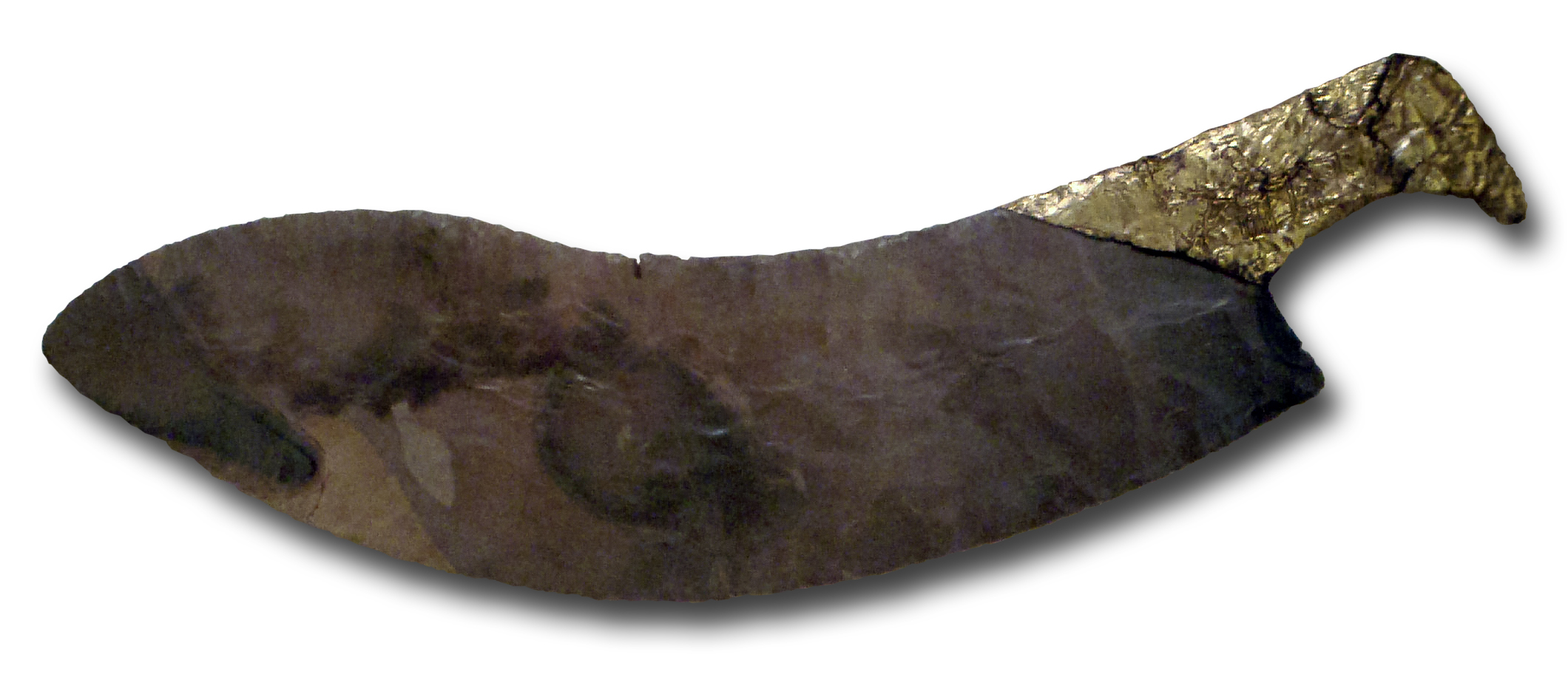
Altägyptisches Ritualmesser mit ausgeprägtem Bart am Griffende

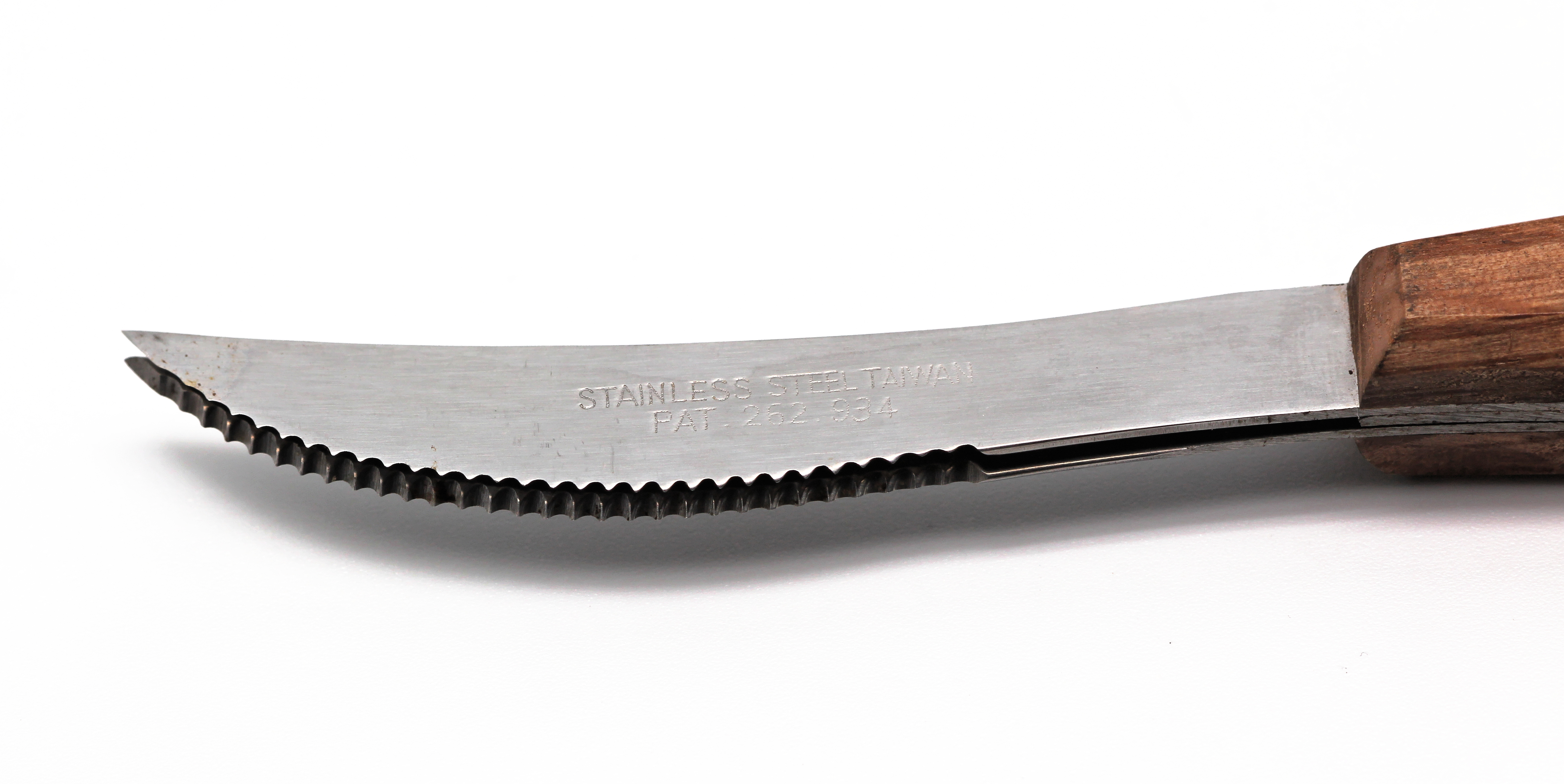
Zum Vergleich: Messer ohne Bart

## Bart beim Messer
Bei einer Messerklinge spricht man von einem Bart, wenn die Schneide am Griffansatz tiefer liegt als die Unterseite des Griffs. Am Übergang bilden Griff und Klinge einen Winkel oder eine entsprechende Rundung für den vorderen Finger. Bei einem Messer wird die Klinge durch den Bart nicht länger, sondern breiter.